# 八天堂
株式会社八天堂（はってんどう、英: HATTENDO Co,Ltd.）は、日本の広島県三原市に本社がある製パン企業である。

## 概要
1933年に和菓子店として開業して1953年に法人化した。店舗名は広島県内で親しまれていた同名のお堂に由来。
和菓子、洋菓子、パンと扱い商品を変えて、2019年1月現在はスイーツパン専門店として日本国内に26店と海外5か国で営業する。生クリームカスタードクリームなどを詰めた「くりーむパン」を主力商品とする。

## 沿革
初代森光香が広島県三原市に1933年に和菓子店「森光八天堂」を創業し、2代目義文は洋菓子店「ラ・セーヌ八天堂」で100品種ほどを扱った。3代目孝雅は神戸市のパン店「フロインドリーブ」を経て26歳で八天堂に入社し、「たかちゃんのパン屋」を開業して1991年から7年間で10店舗に拡大した。1997年に会社を承継したが大手コンビニエンスストアの進出や競合店の増加などが影響し、2001年ごろに資金繰りが悪化して民事再生の申請を検討する。地場スーパーの需要を狙い地場食材や天然酵母を使った無添加パンを県内のスーパーへ販売する卸売りに転換した。
2008年に多品種展開を止めて「スイーツパン」の専門店に転換すると奏功し、冷やしして食べる「くりーむパン」が手土産として売れて代表する商品となった。生クリームを使用しており鮮度が重要な商品だったが、広島空港に近い立地も幸いして東京展開にも成功。これを契機として、屋号を「八天堂」に統一し、スイーツパンの専門店としてのブランドイメージの強化を図った。
2016年に創業店である三原市で「八天堂カフェテリア」がオープン。ベーカリーも併設されており、来店者がパンづくりを体験できるイベントも開催されている。
2017年以降、海外展開を積極化。店舗内に製造機能を持つカフェ業態でシンガポール、オーストラリア、カナダ、香港などに出店。また、パンを冷凍で送るといった通販スタイルを確立し、EC事業も成功。時代に合わせて進化を続けている。

## デザイン
城下町の面影が残る三原市の港町で生まれたブランドであることを感じられるよう、パッケージやパンフレットに三原城跡の版画や絵地図、古い写真などを織り交ぜたデザインとなっている。また、シンボルカラーとして茶と黒の特色2色を主に使用している。

## 主な商品
- くりーむパン
- 八天ロール
- メロンパン

## 生産拠点
- 広島みはら臨空工場[10]
  - 広島県三原市 広島空港ちかく
- 八天堂きさらづ[11]
  - 千葉県木更津市 かずさアカデミアパーク内

## 店舗
- 八天堂港町創業店（広島県三原市）
- 八天堂 札幌エスタ店（札幌市中央区）
- Hattendo Cafeラクーア店（東京都文京区）
- JR池袋（東京都豊島区）
- HACHI PAN CAFE（東京都千代田区）
- エキュート品川サウス（東京都港区）
- 東京駅エキュート京葉ストリート（東京都千代田区）
- 東京メトロ永田町駅（東京都千代田区）
- JR恵比寿店（東京都渋谷区）
- エキュート上野（東京都台東区）
- 八天堂エキュート立川店（東京都立川市）
- 八天堂きさらづ（千葉県木更津市）
- パーラーハチ（栃木県佐野市）
- 八天堂横浜ポルタ店（神奈川県横浜市）
- ジェイアール名古屋タカシマヤ（愛知県名古屋市）
- 八天堂サテラアスティ岐阜店（岐阜県岐阜市）
- ekimo梅田（大阪市北区）
- ekimo天王寺店（大阪市阿倍野区）
- JR三ノ宮駅（神戸市中央区）
- さんすて岡山（岡山県岡山市）
- イオンモール岡山（岡山県岡山市）
- 八天堂本店（八天堂カフェリエ内）（広島県三原市）
- 広島空港（広島県三原市）
- ekie広島駅店（広島市南区）
- できたて八天堂（広島市佐伯区）
- 博多駅デイトスいっぴん通り（福岡市博多区）
- 八天堂アミュプラザ小倉店（北九州市小倉北区）
- 八天堂SATELLA アミュプラザおおいた店（大分県大分市）
- HATTENDO Cafe（シンガポール）
- 八天堂カフェ ハーバーシティ店（香港）
- The Melbourne Hotel（オーストラリア・パース）
- Hattendo Cafe Toronto（カナダ・トロント）